# Кисловское сельское поселение
Кисловское сельское поселение — муниципальное образование (сельское поселение) в Быковском муниципальном районе Волгоградской области. Административный центр — село Кислово.

## География
Расположено в северной части Быковского района, на западе омывается Волгоградским водохранилищем.
Площадь сельского поселения составляет 26 912 гектар, из которых 20 173 га (по состоянию на 2008 год) приходится на сельхозугодья и 414 га занимает застройка (по состоянию на 2008 год).
Граничит:
- на юге — с Побединским сельским поселением;
- на востоке — с Александровским сельским поселением;
- на севере — с Николаевским районом;
- на западе — с Камышинским районом;
- на юго-западе — с Быковским городским поселением[1].

## Население
| 2010  | 2012  | 2013  | 2014  | 2015  | 2016  | 2017  |
| ----- | ----- | ----- | ----- | ----- | ----- | ----- |
| 2764  | ↘2667 | ↘2587 | ↘2520 | ↘2486 | ↘2434 | ↘2426 |
| 2018  | 2019  | 2020  | 2021  |       |       |       |
| ↘2385 | ↘2336 | ↘2285 | ↘2239 |       |       |       |

## Состав сельского поселения
| № | Населённый пункт | Тип населённого пункта       | Население |
| - | ---------------- | ---------------------------- | --------- |
| 1 | Заволжский       | посёлок                      | 98        |
| 2 | Кислово          | село, административный центр | 2554      |
| 3 | Песчаный         | посёлок                      | 88        |
| 4 | Светлый          | посёлок                      | 24        |

## Администрация
Глава — Олейников Александр Иванович (c 11 октября 2009 года);

Телефон/факс: 8(84495) 3-82-99

Адрес администрации: 404066, Волгоградская область, Быковский район, с. Кислово, ул. Пугачева, 2а.

e-mail: bykkislovo@ya.ru

## Транспорт
Территорию сельского поселения пересекает в направлении север-юг автомобильная дорога регионального значения Р226.
Протяженность автодорог местного значения — 19 км.